# Тревор Филипс
Тревор Филипс (англ. Trevor Philips) — вымышленный персонаж из серии игр Grand Theft Auto; один из троих протагонистов (главных героев) Grand Theft Auto V (2013) вместе с Майклом де Сантой и Франклином Клинтоном. В Grand Theft Auto V Тревора озвучил канадский актёр Стивен Огг; внешность и анимация Тревора в игре также были созданы при участии Огга с помощью технологии захвата движения. Прообразом для характера персонажа послужил британский преступник Чарльз Бронсон. Дэн Хаузер, один из основателей компании Rockstar Games и сценаристов игры, описывал Тревора как неуправляемого, импульсивного психопата, движимого только своими желаниями и обидами. Тревор получил противоречивые отзывы обозревателей игры — от крайне положительных до крайне отрицательных; ряд критиков считал, что Тревор воплощает в себе специфическую сторону игрового процесса, свойственного серии Grand Theft Auto и в прошлом — убийства и разрушения веселья ради.

## Биография
Тревор Филипс родился в Канаде близ границы США. В подростковом возрасте начал перевозить контрабанду через границу. В 1993 году знакомится со вторым протагонистом GTA V Майклом Таунли, который предлагает Тревору вместе совершать ограбления. Первое ограбление Тревора было неудачным — его узнал знакомый, и Филипс отсидел 4 месяца в тюрьме. В 2004 году, после неудачного ограбления в Людендорфе, удаётся скрыться.
2013 год. У Тревора есть трейлер в Сэнди-Шорс, фабрика по производству метамфетамина (льда) и напряжённые отношения с байкерами из банды «Lost MC». После известия о том, что Майкл Таунли жив, Тревор завершает все свои дела в Сэнди-Шорс и отправляется в Лос-Сантос. Тревор поселяется в квартире Флойда Герберта, кузена своего сообщника Уэйда. Тревор нашёл Майкла. Через некоторое время Тревор знакомится с третьим протагонистом GTA V Франклином Клинтоном. Позже Тревор забирает государственное секретное оружие, но вынужден вернуть из-за угроз со стороны правительства. Потом Тревор вместе с Майклом работают на Мартина Мадрасо, но Филипс решает украсть его жену, потому что Мадрасо отказался платить. После Тревор и Майкл перебираются в Сэнди-Шорс и совершают налёт на банк, а потом на лабораторию Humane Labs. Позже протагонисты грабят поезд «Merryweather» и возвращают статуи Мартину Мадрасо. Через некоторое время Тревор, Майкл и Франклин собираются ограбить федеральное хранилище, но Филипс понял, что Майкл предал его и Брэда, и поэтому летит в Северный Янктон, где китайские бандиты похищают Майкла. Но после прощает и спасает Майкла и Дейва Нортона. Протагонисты совершают налёт на федеральное хранилище и выносят крупную сумму.

### Финал (зависит от выбора игрока — A, B, или C)

#### Убить Тревора (Вариант А — «Something Sensible»). Неканоничный конец
Франклин вместе с Майклом преследуют Тревора. В конце пути, на нефтяном месторождении, Майкл подрезает Тревора, и тот врезается в цистерну с бензином. Франклин (или Майкл, если тот долго не будет стрелять) стреляет в бензин, и Тревор сгорает заживо. После смерти Тревора Майкл и Франклин остались друзьями. А доля денег Тревора от ограбления Большего Дела делится пополам между ними.

#### Убить Майкла (Вариант B — «The Time’s Come»). Неканоничный конец
Франклин преследует Майкла и в конце его убивает. Игрок стоит перед выбором: спасти Майкла, или убить Майкла, в любом случае, Майкл погибает. После смерти Майкла Тревор не хочет видеть и разговаривать с Франклином. Доля Майкла с Большего Дела была отправлена его семье.

#### Спасти обоих (Вариант C — «The Third Way»). Каноничный конец
Лестер сообщает, что золото с федерального хранилища находится на заводе, и ребята выдерживают штурм полицейских и бойцов «Мерриуэзер». На задание Франклин берет с собой Ламара, а он, в свою очередь, с охотой соглашается. Прибыв в литейную, Франклин застаёт Майкла и Тревора, которые угрожают друг другу оружием. Франклину удаётся разнять друзей, но Ламар сообщает не очень хорошую новость — ребята из «Мерриуэзер» подъехали к литейной и начинают её штурм. После продолжительной баталии в литейном цеху, вся троица встречается на улице, чтобы убрать своих конкурентов раз и навсегда. Чтобы не навести друг на друга подозрения, троица решает провести это дело следующим образом: Майкл убивает Стретча, Тревор — Стива Хейнса, а Франклин — Вея Чена. В свою очередь, Тревор похищает Девина Уэстона из его же особняка и везёт его на место встречи, где позже собираются Майкл и Франклин. После небольшой лекции, ребята сталкивают машину, в которой находится Девин Уэстон, в океан. Она падает на скалы, после чего происходит взрыв. В конце-концов,троица остаётся в хороших отношениях друг с другом, раз и навсегда поставив точку в преступном мире.

### 2022 год
К 2022 году становится известно, что Тревор уехал из Южного Сан-Андреаса, а его бывшую лабораторию под прикрытием магазина Ace Liquor заняла группировка дурил. Такую информацию сообщает Рон игроку в телефонном звонке во время событий обновления «Нарковойны в Лос-Сантосе».

## Личность
Тревор Филипс — патологический социопат, которому чужды все правила. У Тревора много врагов: банда байкеров «Lost», частная военная компания «Merryweather», китайские бандиты, братья О-Нил (ранее), банда «Ацтеки». Безбашенный, непредсказуемый и агрессивный характер Тревора отпугивает людей, и только Рон, друг Филипса, может с ним общаться (хотя и боится его). Несмотря на свою ярко выраженную социопатию, Тревор не лишён сострадания, и хорошо ценит дружбу с Франклином и Майклом, порой бывает очень раним.
У Тревора есть татуировка на шее «разрезать здесь», что, предположительно, обозначает принадлежность к банде «Lost».
Вот так описал Тревора Ден Хаузер, один из разработчиков Rockstar:

Для нас Тревор появился практически из ниоткуда, он — воплощение другой стороны криминальной жизни — свободы делать то, что ему вздумается. Если Майкл представляет собой правильного преступника или среднестатистическую криминальную личность, которая пытается встать на путь исправления, но ввязывается в плохие дела снова, то как насчёт такого парня, который всего этого не делал вообще? Как насчёт совершенно противоположной личности? Как насчёт парня, который постоянно говорит «fuck off», безжалостен, хочет продолжать принимать наркотики, хочет постоянного веселья, не хочет ни от кого слышать слова «нет» и просто целиком погружён в хаос? Тревор — это другая сторона GTA-монеты, я думаю. Он личность, которой движут лишь чувства желания и раздражения, он не думает о том, что будет завтра, он больше, чем просто эгоист. Он хочет постоянного безумия и постоянного веселья. Единственное, что он не хочет — это останавливаться. Он хочет развлекаться до самого конца. Он не хочет, чтобы его оскорбляли. Может убить без всяких на то причин, как настоящий психопат, но очень сентиментален, когда речь заходит о причинах, которые им движут. Очень интересный герой для роли протагониста. Раньше в наших играх таких не было. Если вы начнете исследовать природу их взаимоотношений с Майклом, то… Мы хотели, чтобы вы могли прочувствовать, что один из них хороший, а другой просто отвратительный. Потом вы увидите оборотную сторону медали. Затем придёте к первоначальному выводу и так до тех пор, пока не сделаете окончательный вывод.

## Внешность

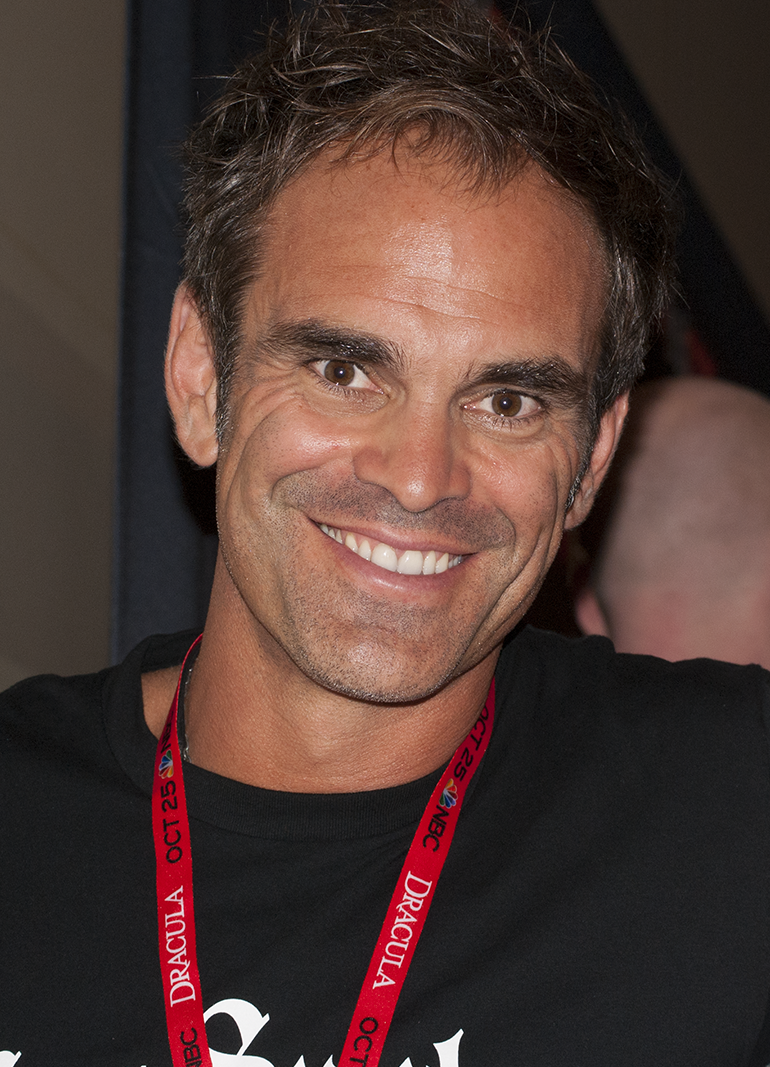
Прототип Тревора Филипса, Стивен Огг

Тревор неопрятен. Он носит грязную одежду. Имеет много синяков, язв и шрамов. На теле Филипса есть немало татуировок. Самая известная — «CUT HERE» с пунктирной линией расположенной на шее. На нижней части левой руки вытатуирован кинжал, выше — цветок. На пальцах правой руки вытатуировано слово «FUCK». На пальцах левой — «YOU». На кисти правой руки татуировка скорпион. Под ухом летящая птица. Череп в языках пламени на левой руке. Кроме этого у Тревора имеется татуировка «R.I.P. Michael» в честь якобы погибшего друга Майкла. После выбора концовки «Спасти обоих» эта татуировка зарисовывается другой. Волосы имеют седоватый цвет и взъерошены.